# Habromyia
Habromyia là một chi ruồi trong họ Syrphidae.